# حشره‌خوار خزری
 حشره‌خوار خزری (نام علمی: Crocidura caspica) نام یک گونه از سرده حشره‌خوارهای دندان‌سفید است.